# Tálosfalva

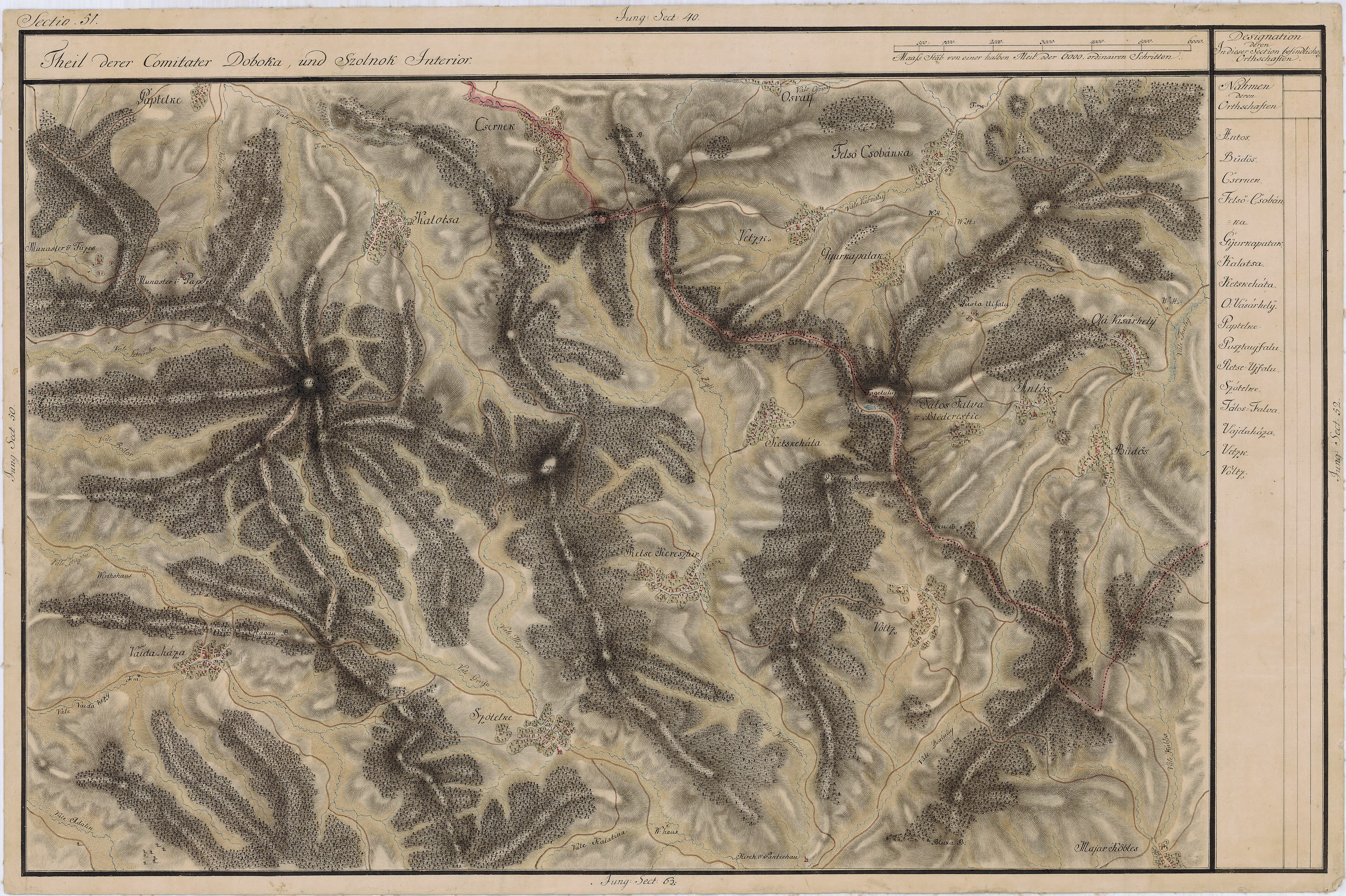
Tálosfalva egy régi térképen

Tálosfalva románul: Blidărești, falu Romániában, Erdélyben, Kolozs megyében.

## Fekvése
Csákigorbótól délkeletre fekvő település, melyen átfolyik az Antoson, Oláh-Vásárhelyen át csörgedező a Deberke patakába szakadó kis patakocska, szűk katlanban a hegyek oldalaira is kiterjedőleg épült, Deéstől 28 kilométernyire.

## Nevének eredete
Nevét az itteni agyagművesek, fazekasok, tál csinálók után vette, román neve blid szintén tálat jelent.

## Története

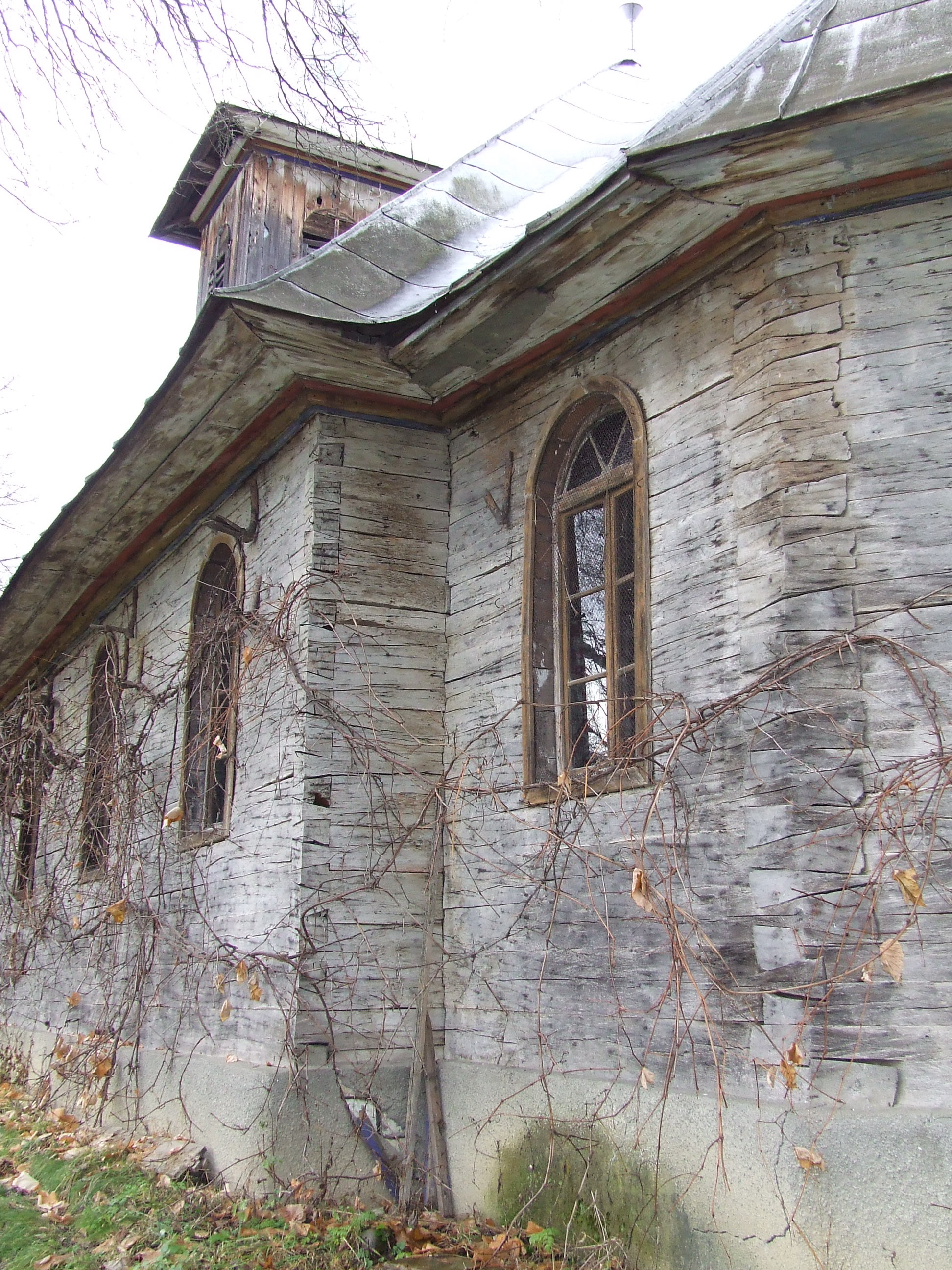
A fatemplom egy részlete

Tálosfalva nevét 1507-ben említette először oklevél Tálosfalwa néven, mint Alparét tartozékát. Birtokosai ekkor nádasdi Ongor János fiainak, Jánosnak és Miklósnak a birtoka volt, kiknek utód nélküli halála után a birtok a Szobi Mihálylyal kötött kölcsönös örökösödési szerződésük alapján és a király adományából Szobi Péter fiára, Mihályra szállt.
Későbbi névváltozatai: 1733-ban Tálosfalva, 1750-ben Bliderestyi, 1808-ban Talásfalva, Bligyeresti, 1861-ben Tálosfalva, Bligyerest, 1913-ban Tálosfalva.
1585-ben Arpately, Sztejolith Rácz János itteni részét Kendy Ferencnek, küküllőmegyei főispánnak adta el.
1604-ben Hidvégi Demjén Ferenc itteni részét, melyet ő Kovácsy Ferenc örökös nélküli halála után Báthory Zsigmondtól kapott adományba, Haller Gábornak adta zálogba, majd még ez évben Géczi Géczi István is eladta itteni részét Haller Gábornak. 1694-ben birtokosa Haller György.
1696-ban Tálosfalva török hódoltsági falu.
Tálosfalvát egykor magyarok lakták, akik a királyi haszonbér kezdetekor 1556-ban már el voltak románosodva, de 1600-ban, Csáky Istvánt beiktatásakor, magyar lakosokat is emlitettek itt, így Pethő Gergely falusbirót, Farkas Lukács esküdtet is.
A trianoni békeszerződés előtt Szolnok-Doboka vármegye Csákigorbói járásához tartozott.
1910-ben 190 görögkatolikus román lakosa volt.

## Nevezetességek
- Görögkatolikus fatemplomát Szent Miklós tiszteletére szentelték fel. Anyakönyvet 1825-től vezetnek.